# Риу-дас-Флорис
Риу-дас-Флорис (порт. Rio das Flores) — муниципалитет в Бразилии, входит в штат Рио-де-Жанейро. Составная часть мезорегиона Юг штата Рио-де-Жанейро. Входит в экономико-статистический микрорегион Барра-ду-Пираи. Население составляет 8192 человека на 2007 год. Занимает площадь 477,662 км². Плотность населения — 17,2 чел./км².

## История
Город основан 17 марта 1890 года.

## Статистика
- Валовой внутренний продукт на 2005 год составляет 249 237 тысяч реалов (данные: Бразильский институт географии и статистики).
- Валовой внутренний продукт на душу населения на 2005 год составляет 29 810,00 реалов (данные: Бразильский институт географии и статистики).
- Индекс развития человеческого потенциала на 2000 год составляет 0,739 (данные: Программа развития ООН).

## География
Климат местности: горный тропический. В соответствии с классификацией Кёппена, климат относится к категории Cwa.